# Хетя
Хетя (рум. Hetea) — село у повіті Ковасна в Румунії. Входить до складу комуни Вилчеле.
Село розташоване на відстані 157 км на північ від Бухареста, 8 км на південний захід від Сфинту-Георге, 19 км на північ від Брашова.

## Населення
За даними перепису населення 2002 року у селі проживала 281 особа. Усі жителі села рідною мовою назвали румунську.
Національний склад населення села:
| Національність | Кількість осіб | Відсоток |
| -------------- | -------------- | -------- |
| цигани         | 271            | 96,4%    |
| румуни         | 9              | 3,2%     |